# Чайковский сельсовет
Чайковский сельсовет - сельское поселение в Боготольском районе Красноярского края.
Административный центр - посёлок Чайковский.

## Население
| 2010 | 2012 | 2013 | 2014 | 2015 | 2016 | 2017 |
| ---- | ---- | ---- | ---- | ---- | ---- | ---- |
| 680  | ↘644 | ↘615 | ↘598 | ↗609 | ↘577 | ↘569 |

## Состав сельского поселения
| № | Населённый пункт | Тип населённого пункта          | Население |
| - | ---------------- | ------------------------------- | --------- |
| 1 | Булатово         | деревня                         | 223       |
| 2 | Новопетровка     | деревня                         | 50        |
| 3 | Чайковский       | посёлок, административный центр | 324       |
| 4 | Шулдат           | деревня                         | ↘83       |

## Местное самоуправление
Чайковский сельский Совет депутатов
Дата избрания: 14.03.2010. Срок полномочий: 5 лет. Количество депутатов: 8
Глава муниципального образования
- Синяков Владимир Сергеевич. Дата избрания: 14.03.2010. Срок полномочий: 5 лет